# Tubby Hall
Alfred Hall dit Tubby Hall, né le 12 octobre 1895 à Sellers en Louisiane et mort le 13 mai 1946 à Chicago, est un batteur de jazz américain.
Alors qu'il est enfant, sa famille s'installe à La Nouvelle-Orléans où il commence à jouer de la batterie à l'adolescence. Il est engagé autres par The Eagle Band de Frankie Dusen et pour le Silver Leaf Orchestra avant de partir pour Chicago en 1917, ville alors en expansion où se retrouvent de nombreux Afro-américains et travaille pour Lawrence Duhé.
Après un service militaire de deux ans, il s'engage auprès de Carroll Dickerson (en) puis joue dans l'orchestre de Jimmie Noon avec lequel il enregistre en 1936 et 1940, avec Johnny Dodds, King Oliver et Louis Armstrong avec lequel il participe à des enregistrements en 1931 et 1932, et à quelques séquences filmées au début des années 1940. Il n'enregistre pas de disque lui-même bien qu'il dispose de son propre groupe. Son jeu a influencé nombre de batteurs de l'époque, dont Baby Dodds.
Tubby a un jeune frère, Ram Hall (en) dit Minor Hall, également batteur à Chicago à partir de 1918.